# (16888) Michaelbarber
(16888) Michaelbarber (1998 BM26) – planetoida z pasa głównego asteroid okrążająca Słońce w ciągu 4,15 lat w średniej odległości 2,58 j.a. Odkryta 29 stycznia 1998 roku.